# Діетилцинк
Діетилци́нк, DEZn — цинкоорганічна сполука складу (C2H5)2Zn. Складається з атому цинку, пов'язаного з двома етильними групами. Речовина є безбарвною, легкозаймистою рідиною.
Широко застосовується в органічному синтезі. Діетилцинк доступний в продажу у вигляді гексанового, гептанового або толуенового розчину.

## Синтез
Едвард Франкланд повідомив у 1848 році про сполуку, одержану з цинку та йодистого етилу. Це була перша відкрита цинкоорганічна сполука. Він удосконалив синтез, використовуючи як вихідний матеріал діетилртуть. Сучасні методи синтезу полягають у реакції суміші йодистого етилу або йодистого броміду з цинкомідним сплавом у співвідношенні 1:1.

## Використання
Незважаючи на легку самозаймистість, діетилцинк є важливим хімічним реагентом. Він використовується у органічному синтезі як джерело етилового карбаніону в реакціях приєднання до карбонільних груп. Наприклад, асимметричне приєднання етильної групи до бензальдегіду та імінів. Крім того, він часто використовується у комбінації з дійодометаном як реагент Сіммонса — Сміта для перетворення алкенів на циклопропильні групи. Він менш нуклеофільний, ніж схожі на нього алкіллітій та реагент Гріньяра, так що його можна використовувати, коли необхідно мати дещо «м'якіший» нуклеофіл.
Також його широко використовують у хімії матеріалів як джерело цинку у синтезі наночастинок.